# 809
Раннє Середньовіччя. Епоха вікінгів. Реконкіста.
У Східній Римській імперії продовжується правління Никифора I. Імператор Заходу Карл Великий править Франкським королівством. Північ Італії належить Франкському королівству, Рим і Равенна під управлінням Папи Римського, герцогства на південь від Римської області незалежні, деякі області на півночі та на півдні належать Візантії. Піренейський півострів, окрім Королівства Астурія, займає Кордовський емірат. В Англії триває період гептархії. Аварський каганат припинив існування. Існують слов'янські держави: Карантанія, як васал Франкського королівства, та Перше Болгарське царство.
Аббасидський халіфат очолює аль-Амін. У Китаї править династія Тан. В Індії почалося піднесення імперії Пала. В Японії триває період Хей'ан. Хозарський каганат підпорядкував собі кочові народи на великій степовій території між Азовським морем та Аралом. Територію на північ від Китаю займає Уйгурський каганат.
На території лісостепової України в IX столітті літописці згадують слов'янські племена білих хорватів, бужан, волинян, деревлян, дулібів, полян, сіверян, тиверців, уличів. У Північному Причорномор'ї співіснують різні кочові племена, зокрема булгари, хозари, алани, авари, тюрки, угри, кримські готи. Херсонес Таврійський належить Візантії.

## Події
- Помер Гарун ар-Рашид. Халіфом Аббасидського халіфату став аль-Амін, але між ним та його братом аль-Мамуном почалася війна, в якій аль-Мамун, син перської дружини Гаруна ар-Рашида, опирався на Хорасанські війська, а аль-Мамін, син арабки, опирався на арабів та сирійців.
- Кордовський емірат придушив повстання на території Португалії.
- Іспанські маври вчинили напад на Корсику.
- Людовик Благочестивий не зміг захопити Туртозу.
- Франки розпочали похід проти велетів.
- Облога Сердики. Булгари завоювали місто Софію.
- В Японії розпочалося правління імператора Саґа.
- Церковний собор у Константинополі засудив до вислання ченців Студійського монастиря. Феодор Студит апелює до Святого Престолу, але марно.
- Церковний собор в Аахені без узгодження з Папою Римський утвердив вживання filioque в Кредо.
- Франко-венеціанська війна

## Померли
- Гарун ар-Рашид, халіф.